# Thạnh Xuân (xã)
Thạnh Xuân là một xã thuộc thành phố Cần Thơ, Việt Nam.

## Địa lý
Xã Thạnh Xuân có vị trí địa lý:
- Phía đông giáp phường Cái Răng và xã Đông Phước
- Phía tây giáp xã Tân Bình và xã Tân Hòa
- Phía nam giáp xã Thạnh Hòa
- Phía bắc giáp xã Nhơn Ái.

Xã Thạnh Xuân có diện tích 43,95 km², dân số năm 2024 là 41.039 người, mật độ dân số đạt 933 người/km².

## Lịch sử
Năm 1975, Chính quyền Cách mạng ban hành Quyết định về việc:
- Sáp nhập 2 xã: Thạnh Hòa và Tân Bình thuộc quận Thuận Nhơn về huyện Phụng Hiệp quản lý.
- Thành lập xã Thạnh Xuân thuộc huyện Châu Thành tỉnh Cần Thơ trên cơ sở một phần của xã Thạnh Hòa thuộc huyện Phụng Hiệp.

Ngày 20 tháng 9 năm 1975, Bộ Chính trị ban hành Nghị quyết số 245-NQ/TW về việc hợp nhất tỉnh Cần Thơ (ngoại trừ huyện Thốt Nốt), tỉnh Sóc Trăng, tỉnh Trà Vinh, tỉnh Vĩnh Long thành một tỉnh, tên gọi tỉnh mới cùng với nơi đặt tỉnh lỵ sẽ do địa phương đề nghị lên.
Ngày 20 tháng 12 năm 1975, Bộ Chính trị ban hành Nghị quyết số 19/NQ về việc hợp nhất tỉnh Cần Thơ (bao gồm cả huyện Thốt Nốt của tỉnh Long Xuyên), tỉnh Sóc Trăng thành một tỉnh mới, tên gọi tỉnh mới cùng với nơi đặt tỉnh lỵ sẽ do địa phương đề nghị lên.
Ngày 24 tháng 2 năm 1976, Chính phủ Cách mạng lâm thời Cộng hòa miền Nam Việt Nam ban hành Nghị định số 3/NQ/1976 về việc hợp nhất tỉnh Cần Thơ, tỉnh Sóc Trăng và thành phố Cần Thơ thành một tỉnh mới, lấy tên là tỉnh Hậu Giang.
Ngày 26 tháng 12 năm 1991, Quốc hội ban hành Nghị quyết về việc chia tỉnh Hậu Giang thành tỉnh Cần Thơ và tỉnh Sóc Trăng.
Ngày 6 tháng 11 năm 2000, Chính phủ ban hành Nghị định số 64/2000/NĐ-CP về việc:
- Tái lập huyện Châu Thành A thuộc tỉnh Cần Thơ.
- Chuyển các xã Tân Phú Thạnh, Thạnh Xuân thuộc huyện Châu Thành về huyện Châu Thành A mới thành lập quản lý.

Ngày 26 tháng 11 năm 2003, Quốc hội ban hành Nghị quyết số 22/2003/QH11 về việc:
- Chia tỉnh Cần Thơ thành thành phố Cần Thơ trực thuộc trung ương và tỉnh Hậu Giang.
- Chuyển ấp Tân Thạnh Đông; 84,7 ha diện tích tự nhiên và quy mô dân số là 640 người của ấp Tân Thạnh Tây thuộc xã Tân Phú Thạnh thuộc huyện Châu Thành A, tỉnh Cần Thơ về thành phố Cần Thơ trực thuộc trung ương quản lý.
- Phần còn lại của xã Tân Phú Thạnh thuộc huyện Châu Thành A, tỉnh Hậu Giang.

Ngày 2 tháng 1 năm 2004, Chính phủ ban hành:
- Nghị định số 05/2004/NĐ-CP[10] về việc thành lập phường Ba Láng thuộc quận Cái Răng, thành phố Cần Thơ trên cơ sở 531,52 ha diện tích tự nhiên và 6.339 nhân khẩu của xã Tân Phú Thạnh thuộc huyện Châu Thành A.
- Nghị định số 06/2004/NĐ-CP.[11] Theo đó, sau khi điều chỉnh, xã Tân Phú Thạnh thuộc huyện Châu Thành A, tỉnh Hậu Giang có 1.996,92 ha diện tích tự nhiên và quy mô dân số 21.514 người.

Ngày 8 tháng 3 năm 2007, Chính phủ ban hành Nghị định 34/2007/NĐ-CP về việc:
- Thành lập thị trấn Cái Tắc thuộc huyện Châu Thành A trên cơ sở điều chỉnh 1.050,15 ha diện tích tự nhiên và quy mô dân số 11.140 người của xã Tân Phú Thạnh.
- Thành lập thị trấn Rạch Gòi thuộc huyện Châu Thành A trên cơ sở điều chỉnh 977,84 ha diện tích tự nhiên và quy mô dân số 10.073 người của xã Thạnh Xuân.

Sau khi điều chỉnh địa giới hành chính:
- Xã Tân Phú Thạnh còn lại 1.564,68 ha diện tích tự nhiên và quy mô dân số 14.438 người.
- Xã Thạnh Xuân còn lại 1.644,50 ha diện tích tự nhiên và quy mô dân số 12.010 người.

Ngày 15 tháng 1 năm 2024, Thủ tướng Chính phủ ban hành Quyết định số 54/QĐ-TTg về việc công nhận thị trấn Rạch Ròi và xã Thạnh Xuân thuộc huyện Châu Thành A là xã An toàn khu.
Tính đến ngày 31/12/2024:
- Thị trấn Rạch Ròi có 7 ấp: Láng Hầm, Láng Hầm A, Thị Tứ, Xáng Mới, Xáng Mới A, Xáng Mới B, Xáng Mới C.
- Xã Tân Phú Thạnh có 8 ấp: Phú Lợi, Phú Thạnh, Tân Thạnh Tây, Thạnh Lợi, Thạnh Lợi A, Thạnh Mỹ, Thạnh Mỹ A, Thạnh Phú.
- Xã Thạnh Xuân có 9 ấp: Láng Hầm B, Láng Hầm C, So Đũa Bé, So Đũa Lớn, So Đũa Lớn A, Trầu Hôi, Trầu Hôi A, Xẻo Cao, Xẻo Cao A.

Ngày 12 tháng 6 năm 2025, Quốc hội ban hành Nghị quyết số 202/2025/QH15 về việc sắp xếp đơn vị hành chính cấp tỉnh (nghị quyết có hiệu lực từ ngày 12 tháng 6 năm 2025). Theo đó, sáp nhập tỉnh Hậu Giang và tỉnh Sóc Trăng vào thành phố Cần Thơ.
Ngày 16 tháng 6 năm 2025:
- Quốc hội ban hành Nghị quyết số 203/2025/QH15[15] về việc Sửa đổi, bổ sung một số điều của Hiến pháp nước Cộng hòa xã hội chủ nghĩa Việt Nam. Theo đó, kết thúc hoạt động của đơn vị hành chính cấp huyện trong cả nước từ ngày 1 tháng 7 năm 2025.
- Ủy ban Thường vụ Quốc hội ban hành Nghị quyết số 1668/NQ-UBTVQH15[16] về việc sắp xếp các đơn vị hành chính cấp xã của thành phố Cần Thơ năm 2025 (nghị quyết có hiệu lực từ ngày 16 tháng 6 năm 2025). Theo đó, toàn bộ 11,39 km² diện tích tự nhiên, quy mô dân số là 11.164 người của thị trấn Rạch Gòi và toàn bộ 15,05 km² diện tích tự nhiên, quy mô dân số là 15.718 người của xã Tân Phú Thạnh vào toàn bộ 17,51 km² diện tích tự nhiên, quy mô dân số là 14.157 người của xã Thạnh Xuân thuộc huyện Châu Thành A, tỉnh Hậu Giang.

Xã Thạnh Xuân có 43,95 km² diện tích tự nhiên và quy mô dân số là 41.039 người.

## Hình ảnh

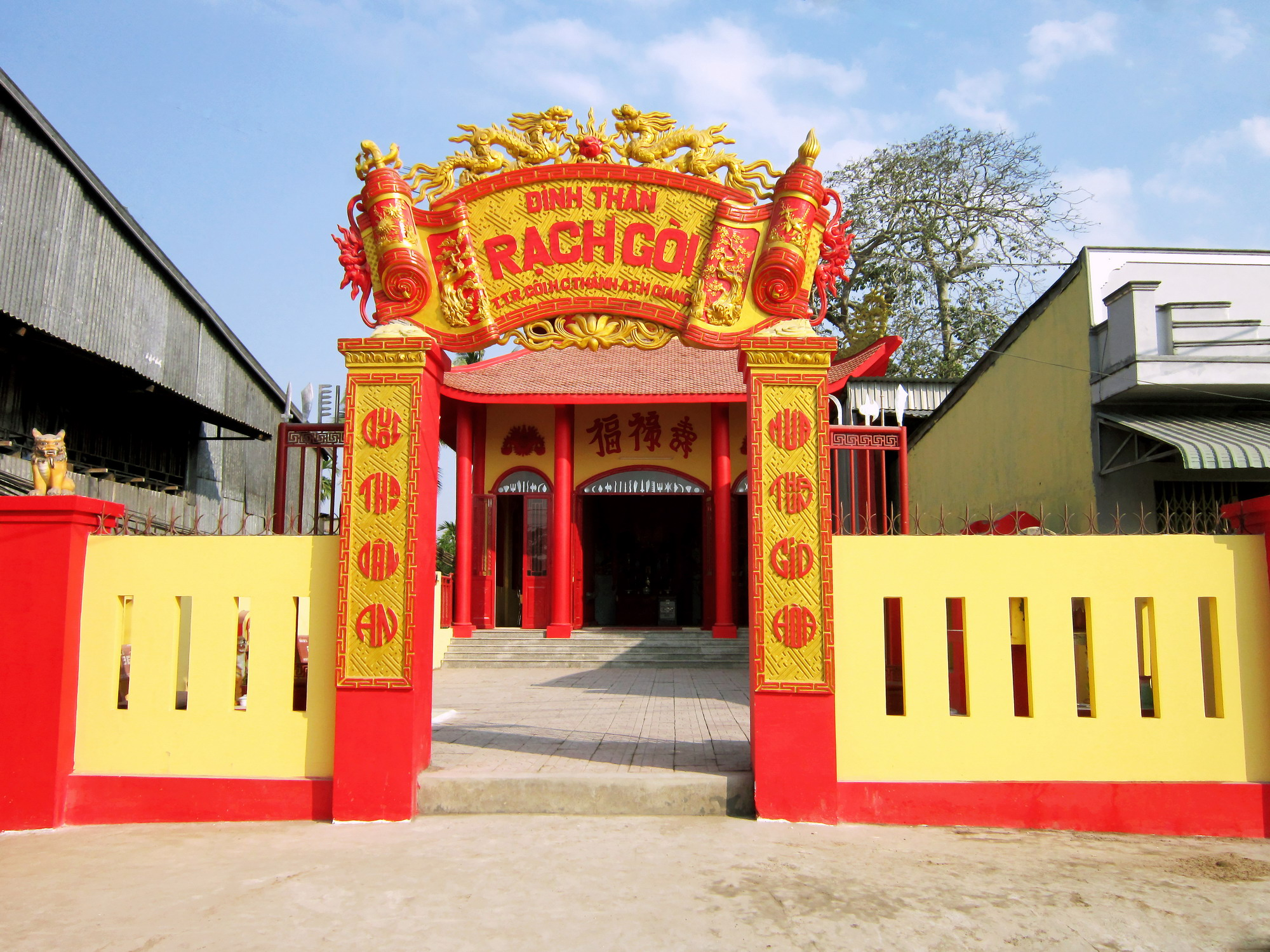
Đình thần Rạch Gòi
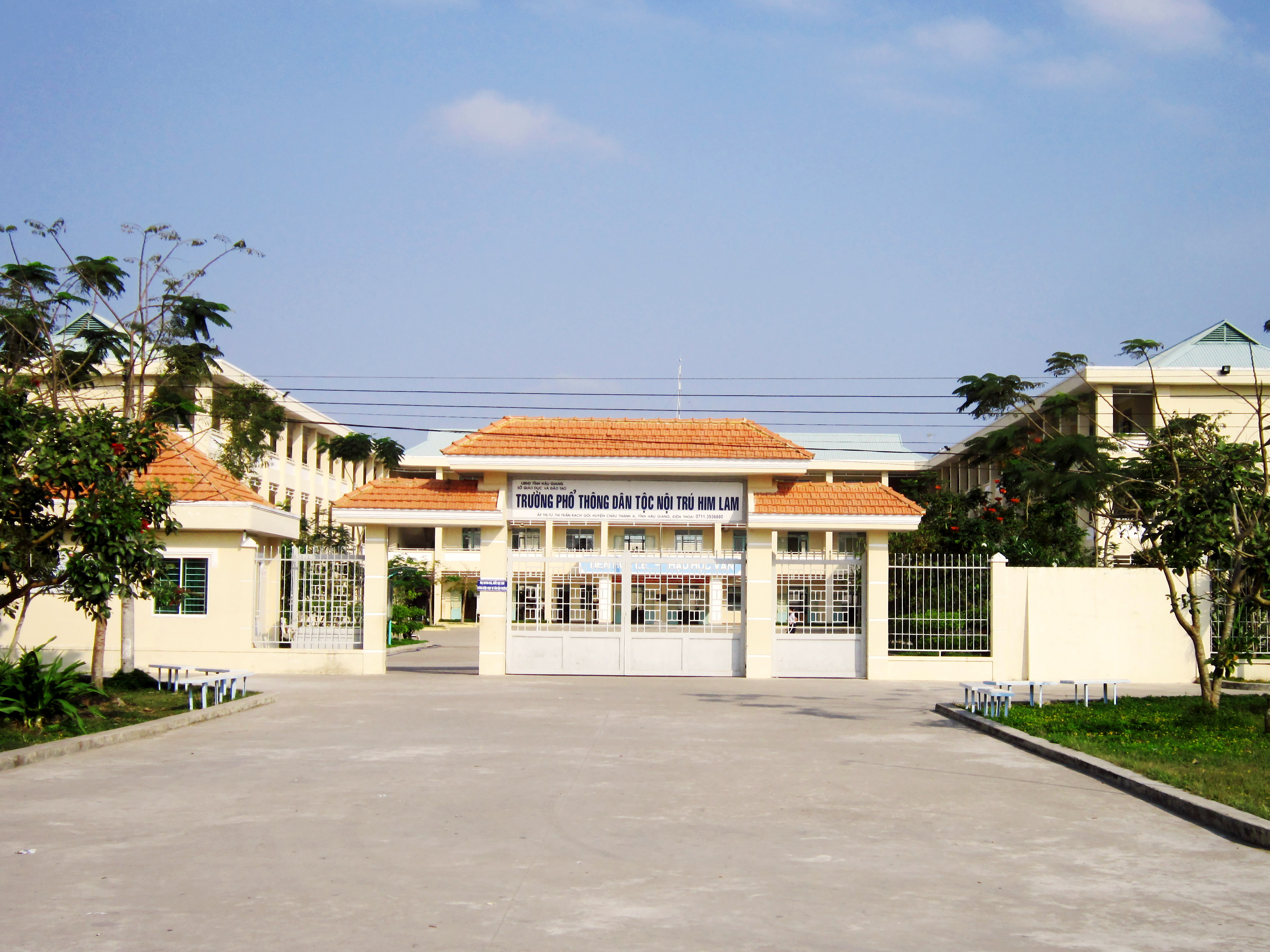
Trường phổ thông Dân tộc Nội trú Him Lam
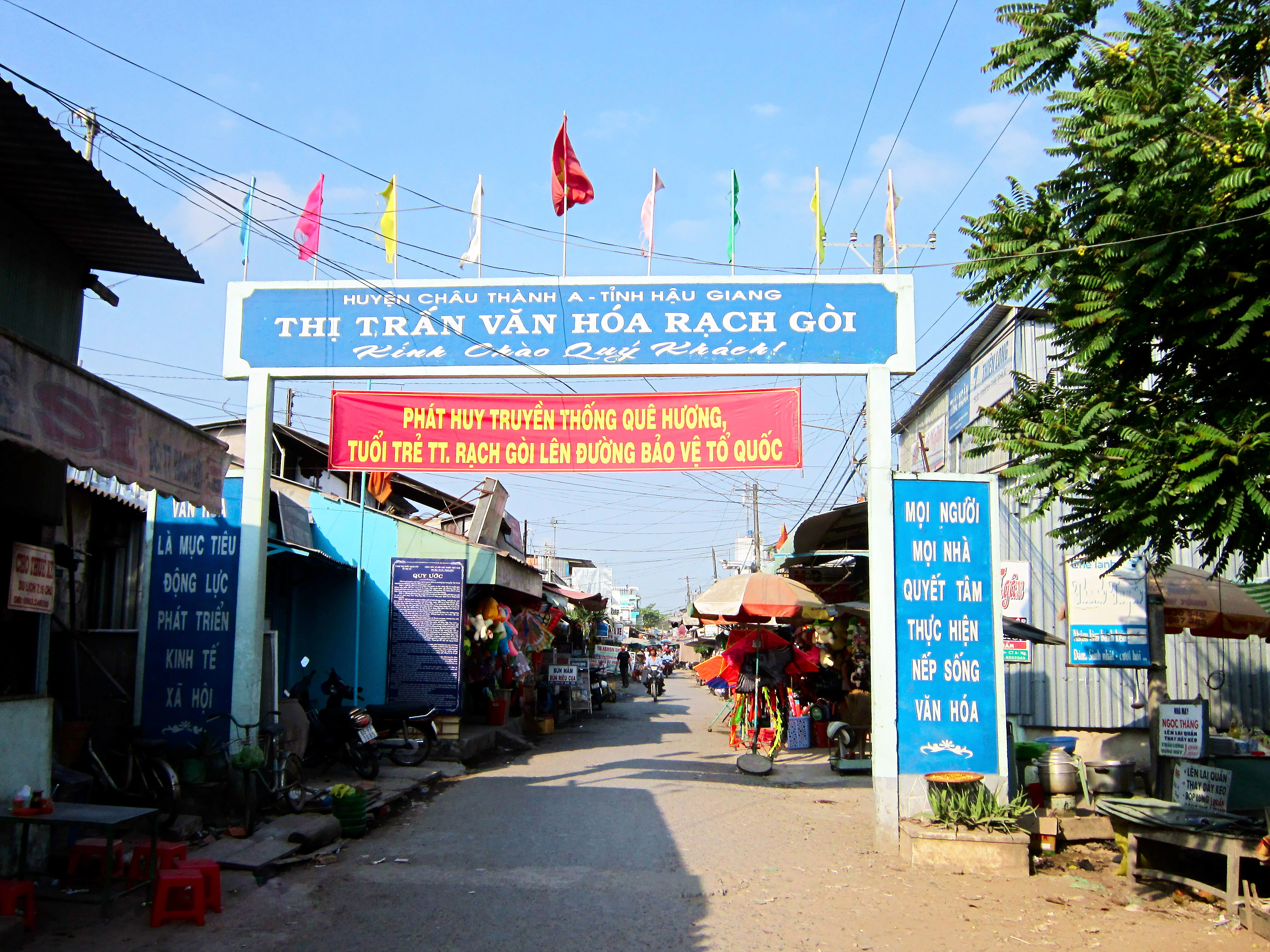
Đường vào khu chợ Rạch Gòi
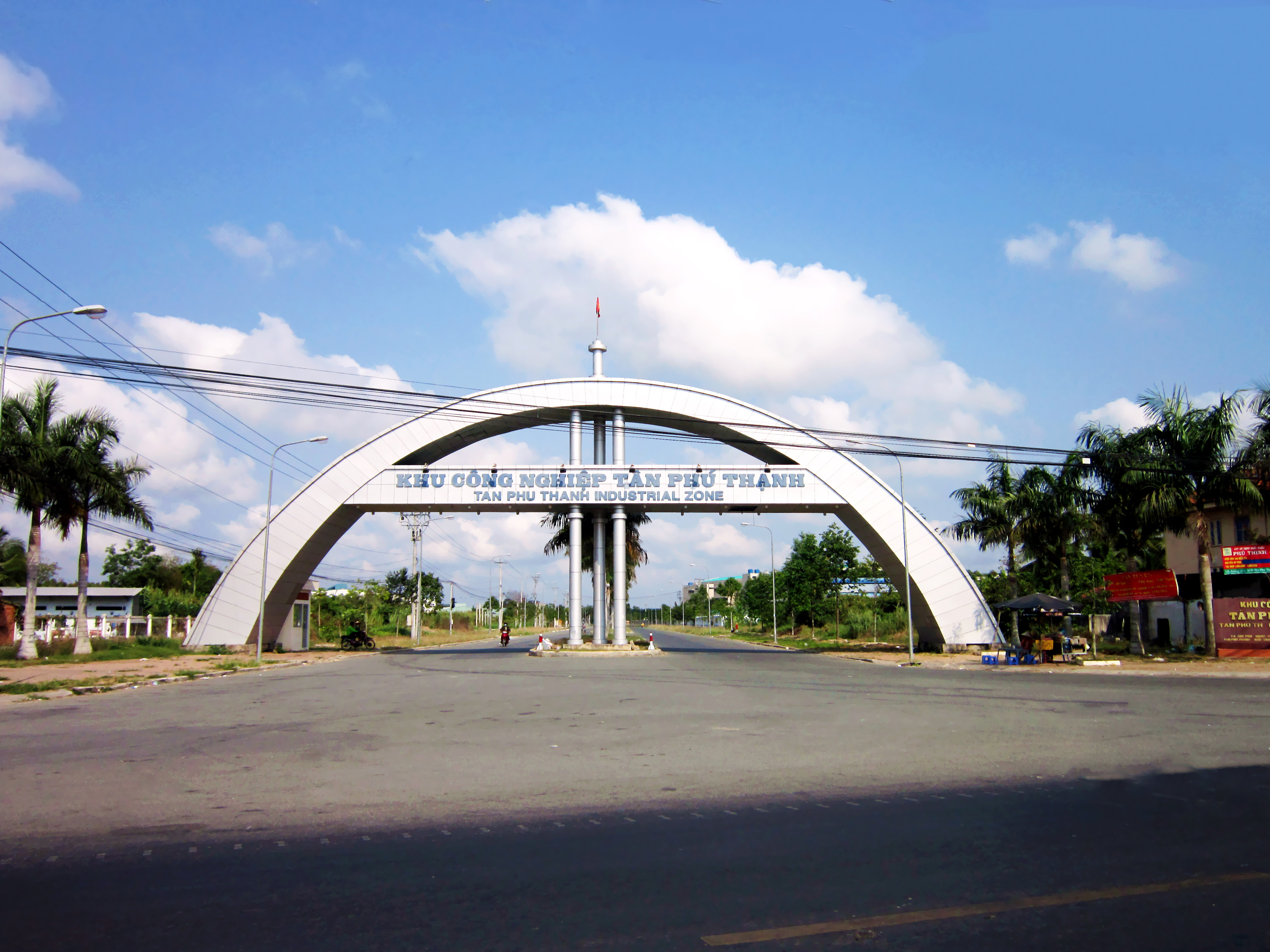
Khu công nghiệp Tân Phú Thạnh